# Cauchemars (Angel)
Cauchemars est le 10e épisode de la saison 5 de la série télévisée Angel.

## Synopsis
Angel souffre d'hallucinations dans lesquelles il voit sa destinée de champion de la prophétie Shanshu reprise par Spike. Pendant ce temps, Spike est abordé par Lindsey McDonald qui, sous la fausse identité de Doyle, tente de le convaincre qu'il est le champion de la prophétie. Spike commence alors à sauver des gens en détresse alors qu'Eve, la complice de Lindsey, occupe Fred et Wesley avec une soi-disant relique qui intéresserait les Associés Principaux. Angel continue à faire d'horribles cauchemars qui sont dus à un parasite accroché à son ventre pendant son sommeil mais, quand il arrive à s'en débarrasser, Eve lui en place un autre beaucoup plus gros en lui faisant croire que cela fait partie de son rêve. 
Lindsey, prétendant avoir eu une nouvelle vision, va trouver Spike pour lui dire qu'Angel est en danger. Spike arrive chez Angel et tue le parasite qui aurait pu laisser Angel dans un état végétatif. Néanmoins, Angel commence à douter avoir seulement rêvé la présence d'Eve et la soupçonne de jouer son propre jeu à l'insu des Associés Principaux.

## Production
David Boreanaz est le réalisateur de cet épisode et venait d'être opéré du genou lors de son tournage, ce qui explique qu'il soit assis ou couché dans la plupart des scènes où il apparaît.